# Constract Lubawa
Constract Lubawa – polski klub futsalowy z Lubawy, występujący w I lidze. Klub został założony w 2010 roku. W sezonie 2012/2013 dotarł do 1/16 finału Pucharu Polski. Od sezonu 2013/2014 Constract występuje w I lidze. W sezonie 2019/2020 zdobył Pucharu Polski w futsalu. 

## Aktualny skład
Stan na sezon 2018/2019
| Nr               | Kraj       | Imię i Nazwisko       |           |           |           |           |
| Bramkarze        | Bramkarze  | Bramkarze             | Bramkarze | Bramkarze | Bramkarze | Bramkarze |
| ---------------- | ---------- | --------------------- | --------- | --------- | --------- | --------- |
| 4                | Portugalia | Pedro Rosario         |           |           |           |           |
| 31               | Polska     | Grzegorz Okuniewski   |           |           |           |           |
| 99               | Polska     | Hubert Zadroga        |           |           |           |           |
| Zawodnicy z pola |            |                       |           |           |           |           |
| 6                | Polska     | Paweł Kaniewski       |           |           |           |           |
| 8                | Polska     | Sebastian Grubalski   |           |           |           |           |
| 10               | Polska     | Bartłomiej Piórkowski |           |           |           |           |
| 11               | Polska     | Mateusz Łożyński      |           |           |           |           |
| 13               | Polska     | Sylwester Kieper      |           |           |           |           |
| 15               | Polska     | Paweł Ossowski        |           |           |           |           |
| 21               | Portugalia | Pedro Rolo            |           |           |           |           |
| 23               | Polska     | Maciej Maśkiewicz     |           |           |           |           |
| 27               | Polska     | Damian Tokarski       |           |           |           |           |
| 69               | Polska     | Daniel Sass           |           |           |           |           |
| 77               | Polska     | Arkadiusz Budzyn      |           |           |           |           |
| 88               | Polska     | Jakub Raszkowski      |           |           |           |           |
| 94               | Polska     | Miłosz Jarzembowski   |           |           |           |           |